# Synagrops analis
Synagrops analis è un pesce osseo marino appartenente alla famiglia Acropomatidae.